# Sportif suisse de l'année
En Suisse, chaque année un sportif est élu en fonction de ses performances : ce sont les Crédit suisse sports Awards.

## Histoire
En 2020, le titre n'est pas décerné en raison de la pandémie de Covid-19 qui a entraîné des annulations de compétitions dans de nombreux sports. À la place, une élection spéciale des meilleurs sportifs suisses des 70 dernières années a lieu. La skieuse Vreni Schneider et le joueur de tennis Roger Federer sont élus.

## Liste
| Année | Sportif              | Sport                  |
| ----- | -------------------- | ---------------------- |
| 1950  | Armin Scheurer       | Athlétisme             |
| 1951  | Hugo Koblet          | Cyclisme               |
| 1952  | Josef Stalder        | Gymnastique artistique |
| 1953  | Alfred Bickel        | Football               |
| 1954  | Non décerné          |                        |
| 1955  | Hans Frischknecht    | Course militaire       |
| 1956  | Non décerné          |                        |
| 1957  | Walter Tschudi       | Athlétisme             |
| 1958  | Christian Wägli      | Athlétisme             |
| 1959  | Ernst Fivian         | Gymnastique artistique |
| 1960  | Bruno Galliker       | Athlétisme             |
| 1961  | Gérard Barras        | Athlétisme             |
| 1962  | Adolf Mathis         | Ski alpin              |
| 1963  | August Hollenstein   | Tir                    |
| 1964  | Henri Chammartin     | Dressage               |
| 1965  | Urs von Wartburg     | Athlétisme             |
| 1966  | Non décerné          |                        |
| 1967  | Werner Duttweiler    | Athlétisme             |
| 1968  | Josef Haas           | Ski nordique           |
| 1969  | Philippe Clerc       | Athlétisme             |
| 1970  | Bernhard Russi       | Ski alpin              |
| 1971  | Non décerné          |                        |
| 1972  | Bernhard Russi       | Ski alpin              |
| 1973  | Werner Dössegger     | Athlétisme             |
| 1974  | Clay Regazzoni       | Automobilisme          |
| 1975  | Rolf Bernhard        | Athlétisme             |
| 1976  | Heini Hemmi          | Ski alpin              |
| 1977  | Michel Broillet      | Haltérophilie          |
| 1978  | Markus Ryffel        | Athlétisme             |
| 1979  | Peter Lüscher        | Ski alpin              |
| 1980  | Robert Dill-Bundi    | Cyclisme               |
| 1981  | Roland Dalhäuser     | Athlétisme             |
| 1982  | Urs Freuler          | Cyclisme               |
| 1983  | Urs Freuler          | Cyclisme               |
| 1984  | Étienne Dagon        | Natation               |
| 1985  | Pirmin Zurbriggen    | Ski alpin              |
| 1986  | Werner Günthör       | Athlétisme             |
| 1987  | Werner Günthör       | Athlétisme             |
| 1988  | Hippolyt Kempf       | Ski nordique           |
| 1989  | Tony Rominger        | Cyclisme               |
| 1990  | Daniel Giubellini    | Gymnastique artistique |
| 1991  | Werner Günthör       | Athlétisme             |
| 1992  | Tony Rominger        | Cyclisme               |
| 1993  | Tony Rominger        | Cyclisme               |
| 1994  | Tony Rominger        | Cyclisme               |
| 1995  | Donghua Li           | Gymnastique artistique |
| 1996  | Donghua Li           | Gymnastique artistique |
| 1997  | Michael von Grünigen | Ski alpin              |
| 1998  | Oscar Camenzind      | Cyclisme               |
| 1999  | Marcel Schelbert     | Athlétisme             |
| 2000  | André Bucher         | Athlétisme             |
| 2001  | André Bucher         | Athlétisme             |
| 2002  | Simon Ammann         | Saut à ski             |
| 2003  | Roger Federer        | Tennis                 |
| 2004  | Roger Federer        | Tennis                 |
| 2005  | Thomas Lüthi         | Motocyclisme           |
| 2006  | Roger Federer        | Tennis                 |
| 2007  | Roger Federer        | Tennis                 |
| 2008  | Fabian Cancellara    | Cyclisme               |
| 2009  | Didier Cuche         | Ski alpin              |
| 2010  | Simon Ammann         | Saut à ski             |
| 2011  | Didier Cuche         | Ski alpin              |
| 2012  | Roger Federer        | Tennis                 |
| 2013  | Dario Cologna        | Ski de fond            |
| 2014  | Roger Federer        | Tennis                 |
| 2015  | Stanislas Wawrinka   | Tennis                 |
| 2016  | Fabian Cancellara    | Cyclisme               |
| 2017  | Roger Federer        | Tennis                 |
| 2018  | Nino Schurter        | Cyclisme               |
| 2019  | Christian Stucki     | Lutte suisse           |
| 2020  | Non décerné          |                        |
| 2021  | Marco Odermatt       | Ski alpin              |
| 2022  | Marco Odermatt       | Ski alpin              |
| 2023  | Marco Odermatt       | Ski alpin              |
| 2024  | Marco Odermatt       | Ski alpin              |

| Année | Sportive                 | Sport                  |
| ----- | ------------------------ | ---------------------- |
| 1950  | Pas de récompense        |                        |
| 1951  | Pas de récompense        |                        |
| 1952  | Pas de récompense        |                        |
| 1953  | Pas de récompense        |                        |
| 1954  | Ida Bieri-Schöpfer       | Ski alpin              |
| 1955  | Non décerné              |                        |
| 1956  | Madelaine Chamot-Berthod | Ski alpin              |
| 1957  | Non décerné              |                        |
| 1958  | Non décerné              |                        |
| 1959  | Non décerné              |                        |
| 1960  | Non décerné              |                        |
| 1961  | Non décerné              |                        |
| 1962  | Non décerné              |                        |
| 1963  | Non décerné              |                        |
| 1964  | Non décerné              |                        |
| 1965  | Non décerné              |                        |
| 1966  | Meta Antenen             | Athlétisme             |
| 1967  | Non décerné              |                        |
| 1968  | Non décerné              |                        |
| 1969  | Non décerné              |                        |
| 1970  | Non décerné              |                        |
| 1971  | Meta Antenen             | Athlétisme             |
| 1972  | Marie-Theres Nadig       | Ski alpin              |
| 1973  | Karin Iten               | Patinage artistique    |
| 1974  | Lise-Marie Morerod       | Ski alpin              |
| 1975  | Lise-Marie Morerod       | Ski alpin              |
| 1976  | Christine Stückelberger  | Dressage               |
| 1977  | Lise-Marie Morerod       | Ski alpin              |
| 1978  | Cornelia Bürki           | Athlétisme             |
| 1979  | Denise Biellmann         | Patinage artistique    |
| 1980  | Ruth Keller              | Trampoline             |
| 1981  | Denise Biellmann         | Patinage artistique    |
| 1982  | Erika Hess               | Ski alpin              |
| 1983  | Doris de Agostini        | Ski alpin              |
| 1984  | Michela Figini           | Ski alpin              |
| 1985  | Michela Figini           | Ski alpin              |
| 1986  | Maria Walliser           | Ski alpin              |
| 1987  | Maria Walliser           | Ski alpin              |
| 1988  | Vreni Schneider          | Ski alpin              |
| 1989  | Vreni Schneider          | Ski alpin              |
| 1990  | Anita Protti             | Athlétisme             |
| 1991  | Vreni Schneider          | Ski alpin              |
| 1992  | Conny Kissling           | Ski acrobatique        |
| 1993  | Manuela Maleeva          | Tennis                 |
| 1994  | Vreni Schneider          | Ski aplin              |
| 1995  | Vreni Schneider          | Ski aplin              |
| 1996  | Barbara Heeb             | Cyclisme               |
| 1997  | Martina Hingis           | Tennis                 |
| 1998  | Natascha Badmann         | Triathlon              |
| 1999  | Anita Weyermann          | Athlétisme             |
| 2000  | Brigitte McMahon         | Triathlon              |
| 2001  | Sonja Nef                | Ski alpin              |
| 2002  | Natascha Badmann         | Triathlon              |
| 2003  | Simone Niggli-Luder      | Course d'orientation   |
| 2004  | Karin Thürig             | Cyclisme               |
| 2005  | Simone Niggli-Luder      | Course d'orientation   |
| 2006  | Tanja Frieden            | Snowboard              |
| 2007  | Simone Niggli-Luder      | Course d'orientation   |
| 2008  | Ariella Kaeslin          | Gymnastique artistique |
| 2009  | Ariella Kaeslin          | Gymnastique artistique |
| 2010  | Ariella Kaeslin          | Gymnastique artistique |
| 2011  | Sarah Meier              | Patinage artistique    |
| 2012  | Nicola Spirig            | Triathlon              |
| 2013  | Giulia Steingruber       | Gymnastique artistique |
| 2014  | Dominique Gisin          | Ski alpin              |
| 2015  | Daniela Ryf              | Triathlon              |
| 2016  | Lara Gut                 | Ski alpin              |
| 2017  | Wendy Holdener           | Ski alpin              |
| 2018  | Daniela Ryf              | Triathlon              |
| 2019  | Mujinga Kambundji        | Athlétisme             |
| 2020  | Non décerné              |                        |
| 2021  | Belinda Bencic           | Tennis                 |
| 2022  | Mujinga Kambundji        | Athlétisme             |
| 2023  | Lara Gut                 | Ski alpin              |
| 2024  | Lara Gut-Behrami         | Ski alpin              |